# Aniocha South
Aniocha South è una delle venticinque aree a governo locale (local government areas) in cui è suddiviso lo stato di Delta, nella Repubblica Federale della Nigeria.
Si estende su una superficie di 868 chilometri quadrati e conta una popolazione di 140.604 abitanti.